# Рашидов, Гаджимурад Газигандович
Гаджимура́д Газига́ндович Раши́дов (дарг. Гъазиганла урши Хlяжимурад, род. 30 октября 1995, Ленинкент, Дагестан) — российский борец вольного стиля, чемпион и призёр чемпионатов России, мира и Европы, чемпион мира, двукратный чемпион Европы, бронзовый призёр летних Олимпийских игр 2020 года в Токио. Заслуженный мастер спорта России (2021).

## Биография
Даргинец. Родился в селе Ленинкент Карабудахкентского района Дагестана 30 октября 1995 года. Гаджимурад Рашидов тренируется в городе Каспийск, на базе ГБУ ДО РД ДЮСШ «Энергия», который назван именем знаменитого борца Курамагомеда Курамагомедова.
В борцовскую среду Гаджимурада Рашидова привлек отец Газиганд, который является его личным тренером. Будущему финалисту чемпионата мира было всего шесть лет, когда отец, постелив дома на полу старые матрасы, стал обучать его со старшим братом Шамилем азам этого единоборства.
Первый громкий успех пришёл к нему в 2010 году, когда он выиграл подряд юношеский чемпионат Дагестана, СКФО, России и Европы.
В 2011 году Гаджимурад перебрался из родного села в город Каспийск, а на тренировки ездил в махачкалинскую школу имени Г. Гамидова. На эти поездки уходило много времени, и, когда в Каспийске открылась школа имени К. Курамагомедова, он стал её посещать. В этом же году в Венгрии и в 2012 году в Баку, снова пройдя все отборы, выиграл юношеское первенство мира. В 2014 году стал третьим на чемпионате мира среди молодёжи, получив травму.
В 2015 побеждает на первенстве России и по мнению опытных судей и зрительской аудитории, Гаджимурад Рашидов был признан самой яркой звездой состоявшегося в Улан-Удэ молодёжного первенства по вольной борьбе. Летом того же года Гаджимурад вновь занимает 3 место на молодёжном чемпионате мира, а позже 3 место во взрослом чемпионате России.
В 2016 Рашидов занимает 3 место на турнире «Иван Ярыгин» в Красноярске, в весовой категории 57 кг. А в марте этого же года становится чемпионом Европы в столице Латвии — Риге.
Не менее богатым на медали выдался для Гаджимурада и сезон-2017. В январе он стал финалистом Гран-при «Иван Ярыгин», в марте выиграл первенство Европы (до 23-х лет), в июне был вне конкуренции на чемпионате России, а в августе дошел до финала чемпионата мира в Париже. Весь борцовский мир видел его яркие победы над олимпийским чемпионом Владимиром Хинчегашвили, чемпионом мира Логаном Стибером и трехкратным чемпионом Европы Опаном Сатом.
В 2018 году с третьей попытки завоевал золото Гран-при «Иван Ярыгин» в весовой категории до 61 кг, тем самым отобрался на чемпионат Европы, который должен был проходить в родном городе Каспийске.
На чемпионате Европы в Каспийске Гаджимурад одолел всех соперников и завоевал золото турнира, став двукратным чемпионом Европы.
На Чемпионате мира по борьбе 2018 года в Будапеште Гаджимурад уступил в финале кубинскому борцу Йовлису Бонне и завоевал серебряную медаль чемпионата мира.
В 2019 году завоевал бронзовую медаль на Гран-при «Иван Ярыгин» в весовой категории до 65 кг. На Чемпионате мира в Нур-Султане завоевал золотую медаль. В октябре 2019 года стал чемпионом Всемирных игр военных, проходящих в Китае, представляя ЦСКА.

## Спортивные результаты
- Турнир «Али Алиев» (Каспийск, 2012) — ;
- Чемпионат России по вольной борьбе 2015 года (Каспийск) — ;
- Гран-При «Иван Ярыгин» (Красноярск, 2016) — ;
- Чемпионат Европы (Рига, 2016) — ;
- Гран-При «Иван Ярыгин» (Красноярск, 2017) — ;
- Чемпионат Европы U23 (Сомбатхей, 2017) — ;
- Чемпионат России по вольной борьбе 2017 года (Назрань) — ;
- Гран-При «Иван Ярыгин» (Красноярск, 2018) — [12];
- Гран-При «Иван Ярыгин» (Красноярск, 2019) — ;
- Чемпионат России по вольной борьбе 2019 — ;
- Чемпионат мира по борьбе 2019 — ;
- Летние Всемирные военные игры 2019 — ;
- Чемпионат России по вольной борьбе 2020 — ;
- Чемпионат России по вольной борьбе 2021 — ;
- Олимпийские игры 2020 — ;
- Чемпионат России по вольной борьбе 2022 — 5;
- Кубок памяти Ивана Ярыгина 2024 —
- Чемпионат Европы по борьбе 2024 —

## Награды
- Медаль ордена «За заслуги перед Отечеством» I степени (11 августа 2021 года) — за большой вклад в развитие отечественного спорта, высокие спортивные достижения, волю к победе, стойкость и целеустремленность, проявленные на Играх XXXII Олимпиады 2020 года в городе Токио (Япония)[13].